# Neterselse Heide
De Neterselse Heide is een natuurgebied dat is gelegen ten noorden van Netersel en eigendom is van het Brabants Landschap. Het gebied is 229 ha groot.
Dit gebied is verworven in 2004, toen het voor € 1 werd gekocht van de gemeente Bladel. Er is droge maar vooral ook natte heide te vinden. Moeraswolfsklauw, beenbreek en klokjesgentiaan komen er voor, evenals witte snavelbies en zonnedauw. Van de vogels kunnen blauwe kiekendief, boomleeuwerik en roodborsttapuit worden genoemd.
Een zeldzaam bostype is het dophei-berkenbroek. Dit bestaat uit open begroeiing van zachte berk op zure, voedselarme natte bodem. Het bos groeit traag en de bomen worden niet hoger dan 5 à 10 meter. De begroeiing bestaat uit dopheide, gagel, veenmossen en bulthaarmos.
Delen van het gebied worden begraasd.

## Omgeving
Ten westen van het gebied ligt de Mispeleindse Heide met grote vennen, terwijl in het oosten de beheerseenheid Dal van de Groote Beerze ligt met het gebied Grijze Steen. In het noorden ligt de Spreeuwelse Heide, beplant met naaldbos en met veel recreatieterreinen, grenzend aan Westelbeers. Ook liggen er landbouwontginningen. Ten noordoosten van de Neterselsche Heide vindt men de Landschotse Heide die er echter niet aan grenst, want er ligt een grootschalige landbouwontginning tussen.
Ook ten zuiden van het gebied ligt een landbouwontginning, Nieuwe Erven, die in de jaren 50 van de 20e eeuw tot stand kwam en, door toegenomen afwatering, van slechte invloed is op het waterbeheer.

## Recreatie
Op de Neterselse Heide zijn twee wandelroutes uitgezet. Ook is dit gebied opgenomen in het Wandelroutenetwerk.